# Sint-Willibrorduskerk (Antwerpen)

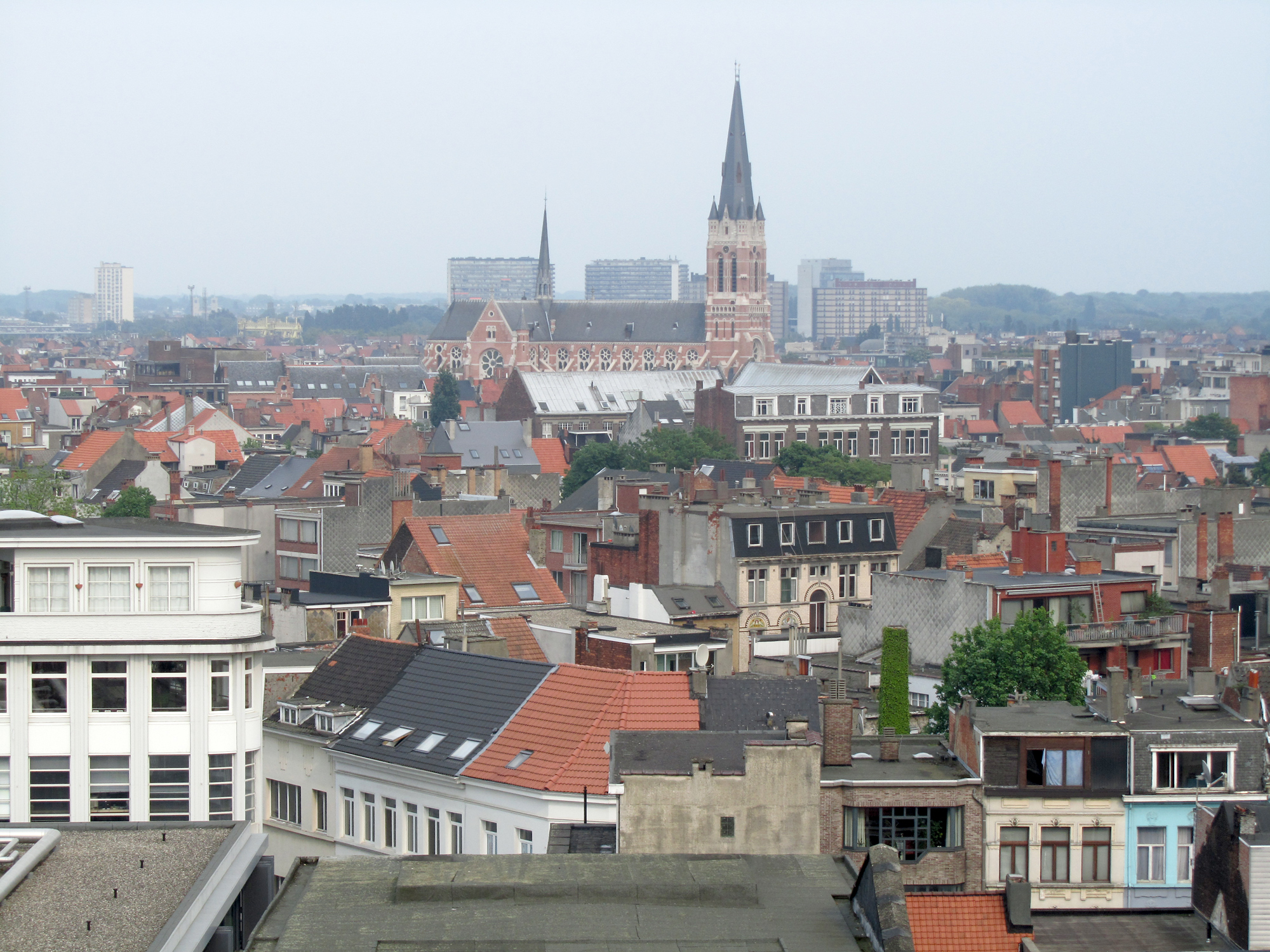
Antwerpen-Noord en de Sint-Willibrorduskerk

De Sint-Willibrorduskerk is een kerk in de Belgische stad Antwerpen. De kerk staat aan de Kerkstraat in Antwerpen Noord, ietwat ingesloten tussen de buurt van het Centraal Station, de wijken Seefhoek en Stuivenberg en het district Borgerhout.

## Architectuur

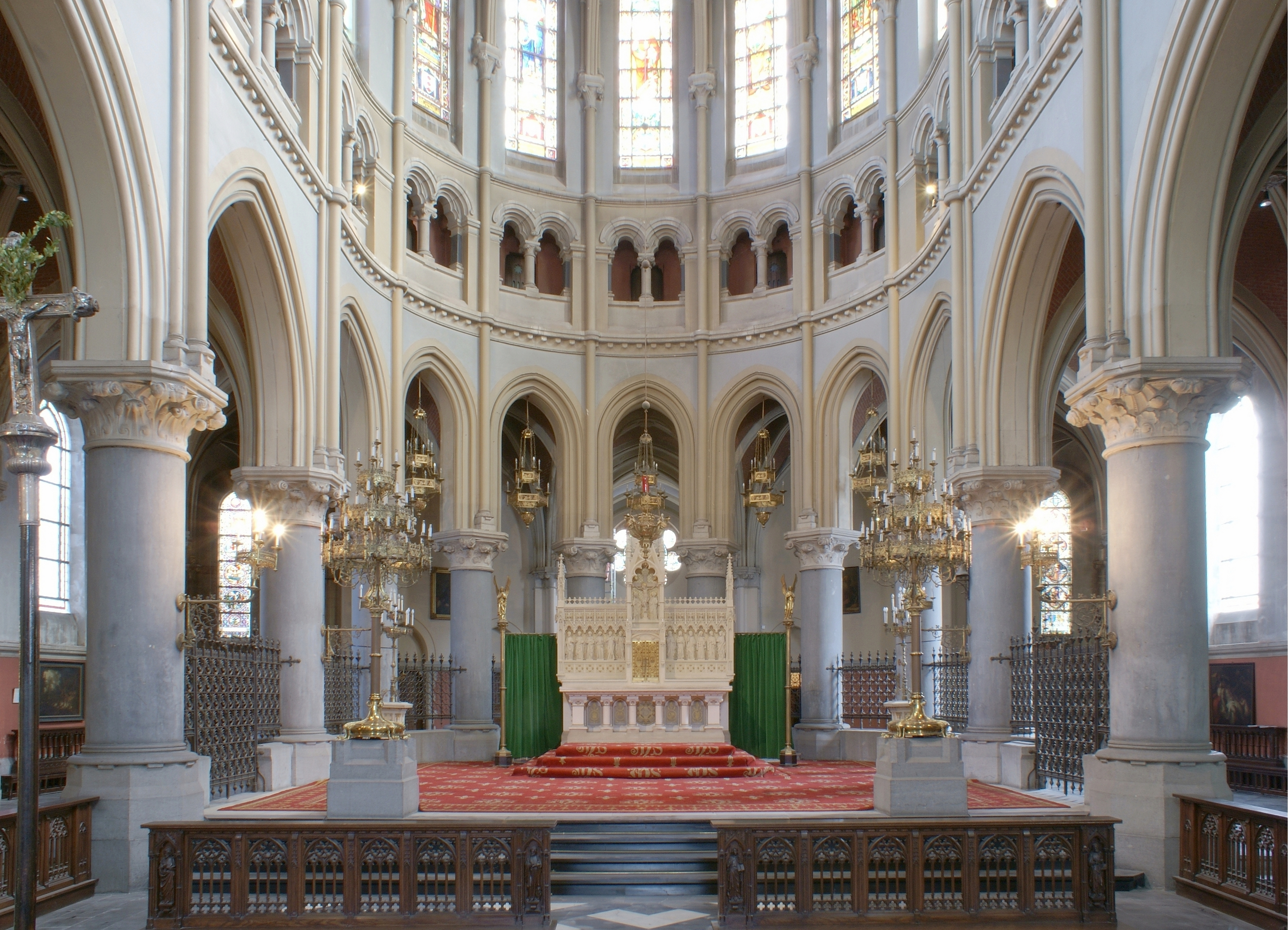
Koor en kooromgang

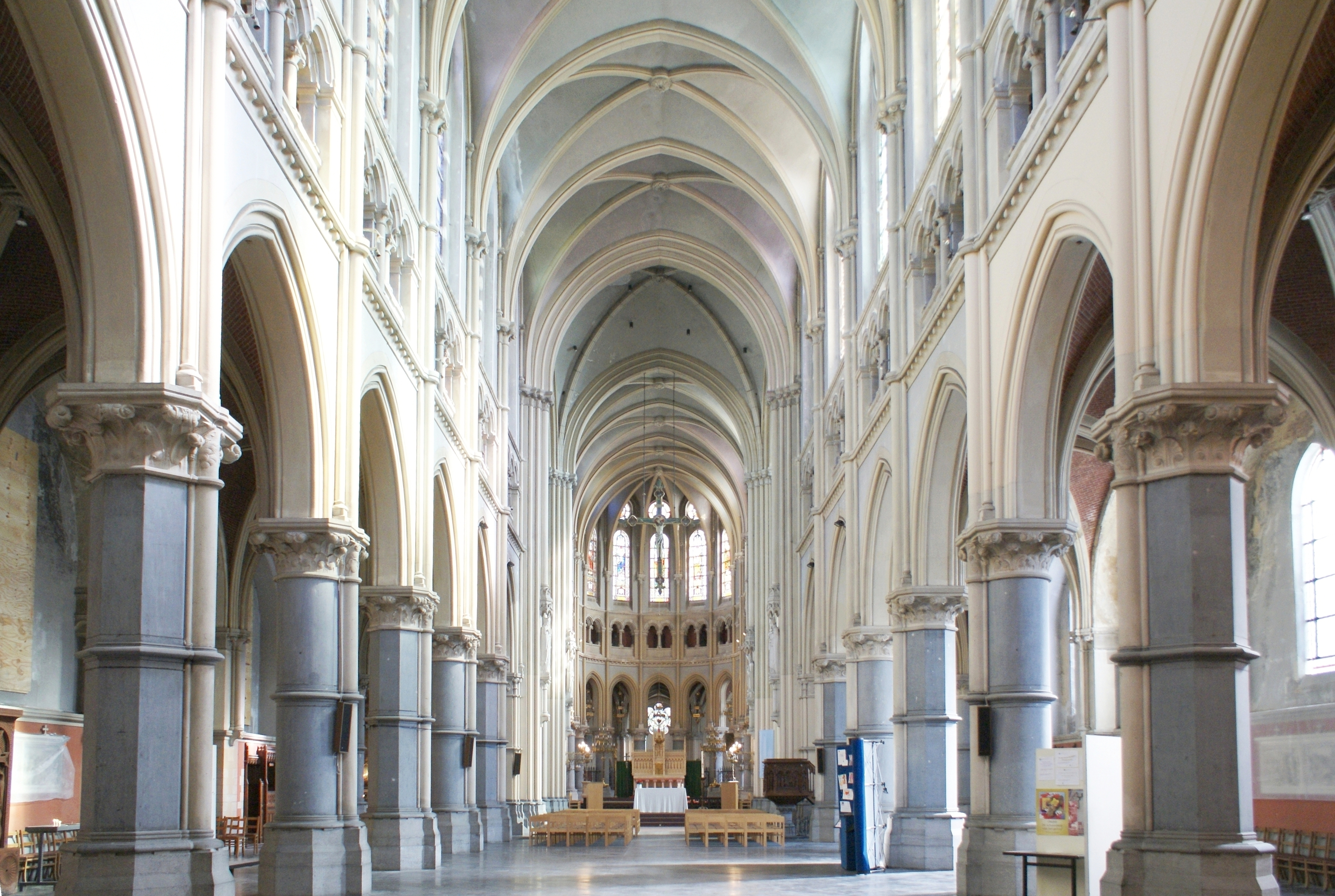
Middenbeuk

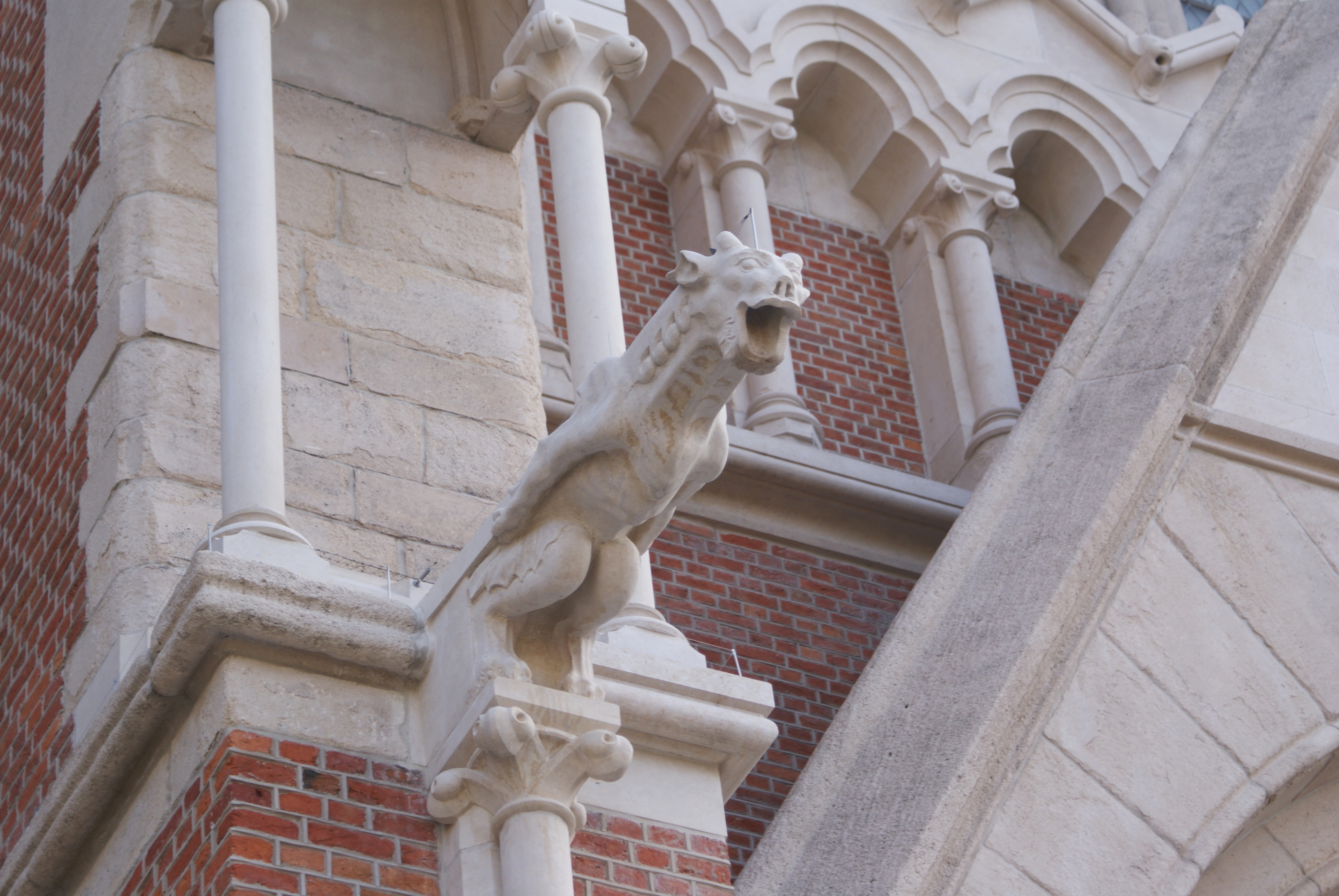
Gargouille

Het is een noord-zuid georiënteerde vrijstaande kruisbasiliek, opgetrokken in neogotische stijl. De ingangstravee is drieledig. Het schip bevat een middenbeuk en twee zijbeuken; het koor is voorzien van een koorommegang met daarin zijkapellen alsmede een sacristie en de toren heeft een hoogte van 84 meter.
De kerk bevat een aantal elementen die zeer kenmerkend waren voor de tijd waarin ze werd gebouwd. Zo werd de preekstoel, ontworpen door architect K. Toen, gebeeldhouwd (1901-1902) door Jean-Baptist van Wint. Ook het altaar (1890-1898) is van de hand van deze beeldhouwer. De biechtstoelen werden vervaardigd door Jan Gerrits; zijn zoon Nestor Gerrits beeldhouwde de kruisweg (1924). De glasramen werden in verschillende stijlen vervaardigd, door verscheidene glazeniers: er zijn glasramen van onder meer Stalins & Janssens (Antwerpen), Jules Dobbelaere (Brugge) en Florent-Prosper Colpaert.

## Geschiedenis
Een gebedshuis op de plaats van de Sint-Willibrorduskerk werd voor het eerst vermeld in 1264, in het oorkondeboek van de Sint-Bernardusabdij aan de Schelde in Hemiksem. Wellicht was dit gebedshuis slechts een kapel.
Vanaf de 14de eeuw werd het pastoorsambt er door een reeks priesters beoefend. Het duurde echter nog ruim een eeuw, tot 1441, vooraleer er een echte parochie met doopvont in de kerk tot stand kwam. J.C. Diercxsens, in de 18de eeuw pastoor van het Sint-Elisabethhospitaal in Antwerpen, veronderstelde dat de kapel anno 1304 tot kerk verheven werd.
Wellicht werd in de eerste helft van de 14de eeuw de eerste kapel (of kerk) vervangen door een nieuwe. Uit de testamenten van Jan Nichole (1331) en Arnold Canteman (1339) blijkt dat zij gelden schonken voor de bouw van de Sint-Willibrorduskerk. Dit tweede gebedshuis deed slechts een eeuw dienst, want in 1454 werd er opnieuw een kerk gewijd, nu het derde bouwwerk, uitgerust met een torenspits van "honderd voet" (+/- 30 meter) hoogte.
Ongeveer een eeuw later, in 1542, drong Maarten van Rossum door tot de Antwerpse regio, meer bepaald tot in de Pothoek en op de Stuivenberg. Hij hield zich er schuil in de Sint-Willibrorduskerk, met als gevolg dat de kerk vanuit de stad werd bestookt en vernield.
Twee jaar na de feiten, op 15 juli 1544, werd de eerste steen gelegd van het vierde kerkgebouw. De nieuwe kerk werd zowat een jaar later ingewijd door Maarten Cuperus, karmeliet en hulpbisschop van het bisdom Kamerijk. Ook deze gebedsplaats was een onrustige toekomst toebedeeld. Op 5 augustus 1566 kwamen de beeldenstormers er op bezoek, en op 2 maart 1579 werd de kerk door de Staatse troepen in brand gestoken, toen zij slaags waren geraakt met de Spaanse troepen van Alexander Farnese.
Dertig jaar nadien, op 13 mei 1613, werd ter vervanging van de uitgebrande kerk een tijdelijke houten kapel in gebruik genomen. De eerste steen van een nieuwe volwaardige stenen kerk werd door buurman M.A. Moriconi gelegd. Deze vijfde kerk was voltooid in 1615, maar in 1621, bij de afloop van de wapenstilstand van het Twaalfjarig Bestand, werd ze verlaten en verviel ze.
28 jaar later, op 20 december 1649, legde kanunnik Aubertus van den Eede de eerste steen voor een nieuw gebedshuis. Dit was één jaar na het einde van de Tachtigjarige Oorlog. De kerk werd de zesde in de reeks, de tijdelijke houten kapel niet meegerekend. Haar inwijding vond plaats op 9 mei 1654. Onder de Franse bezetting op het einde van de 18de eeuw werd de kerk, tezamen met de sacristie, de pastorij en de aanhorigheden, genationaliseerd. Dit opende de weg tot een uitverkoop van de kerkelijke bezitting aan het publiek. Op zondag 28 april 1799 werd dit voormalig kerkelijk bezit gekocht door een zekere Conard, handelend in opdracht van de herbergier en kerkmeester J. Francken. Die laatste trad op in de plaats van de gelovigen van de parochie, die de noodzakelijke gelden hadden bijeengebracht. Amper een jaar nadien, op maandag 10 februari 1800, werd de kerk weer geopend en voor de parochieleden toegankelijk gesteld. Zo konden er opnieuw kerkelijke diensten plaatsvinden. Niet alle parochianen waren gelukkig met het feit dat de kerk uit juridisch oogpunt privé-eigendom was van herbergier Francken, zeker aangezien de kerk, tot tweemaal toe, betaald was met fondsen van de parochianen. Een plaatselijke bewoner legde klacht neer tegen J. Francken, die in de gevangenis belandde. Na onderhandelingen deed hij daar op 2 januari 1805 afstand van de gebouwen ten voordele van de parochianen die vertegenwoordigd werden door de gemeente. Pastoor J.B. Torfs en de kerkmeesters ondertekenden mee de overdrachtsakte. De gemeente werd eigenares van het goed. Ze nam de kosten voor overdracht en registratie op zich en vergoedde J. Francken voor de uitgevoerde werken. Zo stelde de gemeenteraad zich in de plaats van de kerkfabriek, die pas jaren later, op 30 december 1809, haar rechtspersoonlijkheid terugkreeg. De Sint-Willibrorduskerk bediende oorspronkelijk de gelovigen die ten noorden van de Herentalsevaart buiten de stadswallen woonden. Deze wallen waren in de 16de eeuw gebouwd door de Spaanse heersers. Tussen 1860 en 1865 werden de stadsmuren gesloopt en de grachten gedempt. In de plaats daarvan werden De Leien aangelegd. Doordat de bevolking buiten de vroegere stadsmuren sterk uitbreidde, werd de Sint-Willibrorduskerk te klein en werden twee parochies afgesplitst: Sint-Jozef (zowel van Sint-Joris als van Sint-Willibrordus afgesplitst) in 1860 en Sint-Amandus in 1864.
Anno 1878 werd de kerkfabriek door de gemeenteraad officieel als eigenares van de kerk erkend. De kerkfabriek vatte rond die tijd het plan op om een nieuwe en grotere kerk te bouwen, en even later werd er opnieuw een parochie afgesplitst, namelijk de Sint-Norbertusparochie van Zurenborg in 1886.
In 1887 werd de eerste spadesteek voor de bouw van de huidige kerk gegeven, volgens de plannen van de architecten Leonard & Hendrik Blomme. Twee jaar later, nog vóór de voltooiing van deze zevende kerk, werd opnieuw het parochiaal grondgebied verkleind: de Sint-Lambertusparochie van de Dam (die de Sint-Jobkapel verving) kwam in 1889 tot stand. Op 23 september 1891 werd de Sint-Willibrorduskerk in haar huidige vorm, door kardinaal Petrus Lambertus Goossens ingewijd.
De kerk werd in 1976 beschermd als monument.

## Kunstwerken
De kerk herbergt onder andere een schilderij van Peter Paul Rubens waarop Sint-Willibrordus de Heilige Familie aanbidt. Het schilderij werd in 1630 door een anonieme dame geschonken aan de parochie.
Uniek in Antwerpen zijn de vier votiefschilderijen (1730-1731) die te zien zijn in de transepten. Het zijn portretten van kinderen die voorgesteld worden als kleine volwassen mensen met een symbolisch vlammend hart of met kinderspeelgoed, een fluitje of een duif. De schilderijtjes werden door gelovigen geschonken als dank voor een genezing door tussenkomst van Onze-Lieve-Vrouw. Een vijfde votiefschilderij wordt bewaard in de sacristie.  
In een van de zijbeuken van de kerk staat een chatsjkar, een traditionele Armeense gedenksteen, geschonken door de Armeense gemeenschap van Antwerpen die in de kerk haar vieringen houdt.